# Glaukos (Name)
Glaukos (altgr. γλαυκός = funkelnd oder als Name Γλαῦκος; lat. Glaucus) ist der Name verschiedener Figuren der griechischen Mythologie und Sage sowie der griechisch-römischen Geschichte:

## Figuren aus der griechischen Mythologie
- Glaukos (Meeresgott), besonders von Fischern und Seefahrern verehrter Meergott.
- Glaukos (Sohn des Sisyphos), Sohn des Sisyphos und der Merope, Vater des Bellerophon.
- Glaukos (Sohn des Minos), ein Sohn des Minos. Fiel als kleines Kind in ein Honigfass und erstickte, wurde aber von Polyeidos, dem Seher, oder, nach einer anderen Version, von Asklepios mit einem Wunderkraut wieder zum Leben erweckt.
- Glaukos (Lykier), der Sohn des Lykierkönigs Hippolochos, Enkel des Bellerophon.
- Glaukos (Troja), ein Trojaner, der zusammen mit seinem Vater, dem weisen Antenor, den Trojanischen Krieg überlebte.
- Glaukos (Sohn des Priamos), einer der Söhne des Priamos.
- Glaukos (Sohn des Aipytos), König von Messenien.
- ein Freier der Penelope aus Dulichion.
- Glaukos (Sohn des Imbrasus), Sohn des Imbrasus, ein Lykier
- Glaukos (Sohn des Epikydes), ein Lakedaimonier.

## Personen aus der griechischen Antike
- Glaukos von Athen, griechischer Dichter
- Glaukos von Nikopolis, griechischer Dichter
- Glaukos von Paros, Mitgründer der Stadt Thasos, siehe Monument des Glaukos
- Glaukos (Lokrier), Verfasser von Kochbüchern
- Glaukos (Mythograph), Verfasser eines Werkes Die Mythen des Aischylos
- Glaukos (Sophist), ein Hierophant
- Glaukos (Geograph), Geograph.
- Glaukos von Karystos, Athlet
- Glaukos von Chios, der Überlieferung nach der Erfinder der Lötkunst
- Glaukos von Lemnos, Bildhauer
- Glaukos (Mediziner), griechischer Mediziner, wurde von Alexander dem Großen hingerichtet, 4. Jahrh. v. Chr.
- Glaukos von Alexandria, Mediziner, 1. Jahrh. v. Chr.

## Römische Antike
In römischer Zeit war die Familie der Glaukoi aus Marathon eine der mächtigsten Familien Attikas. Ein Mitglied des Familienzweiges der Flavii Glaucii, Titus Flavius Glaukos, war wohl zwischen 150 und 180 n. Chr. Prokurator der Provinz Cyprus.